# Neoclytus podagricus
Neoclytus podagricus är en skalbaggsart som först beskrevs av White 1855.  Neoclytus podagricus ingår i släktet Neoclytus och familjen långhorningar.
Artens utbredningsområde är Haiti. Inga underarter finns listade i Catalogue of Life.